# Bayerische Denkmalliste
 
La Bayerische Denkmalliste, soit la liste des monuments de Bavière en français, est l'inventaire du patrimoine monumental de Bavière, État fédéré de la République fédérale d'Allemagne. Cette base de données est peuplée et mise à jour par le Bayerisches Landesamt für Denkmalpflege, soit l'autorité administrative de Bavière pour la protection du patrimoine.
La classification du patrimoine monumental de Bavière et sa protection sont définis par la loi sur la protection des monuments de Bavière (Denkmalschutzgesetz en allemand), adoptée le 25 juin 1973 et effective depuis le 1er octobre de la même année.

## Quelques exemples

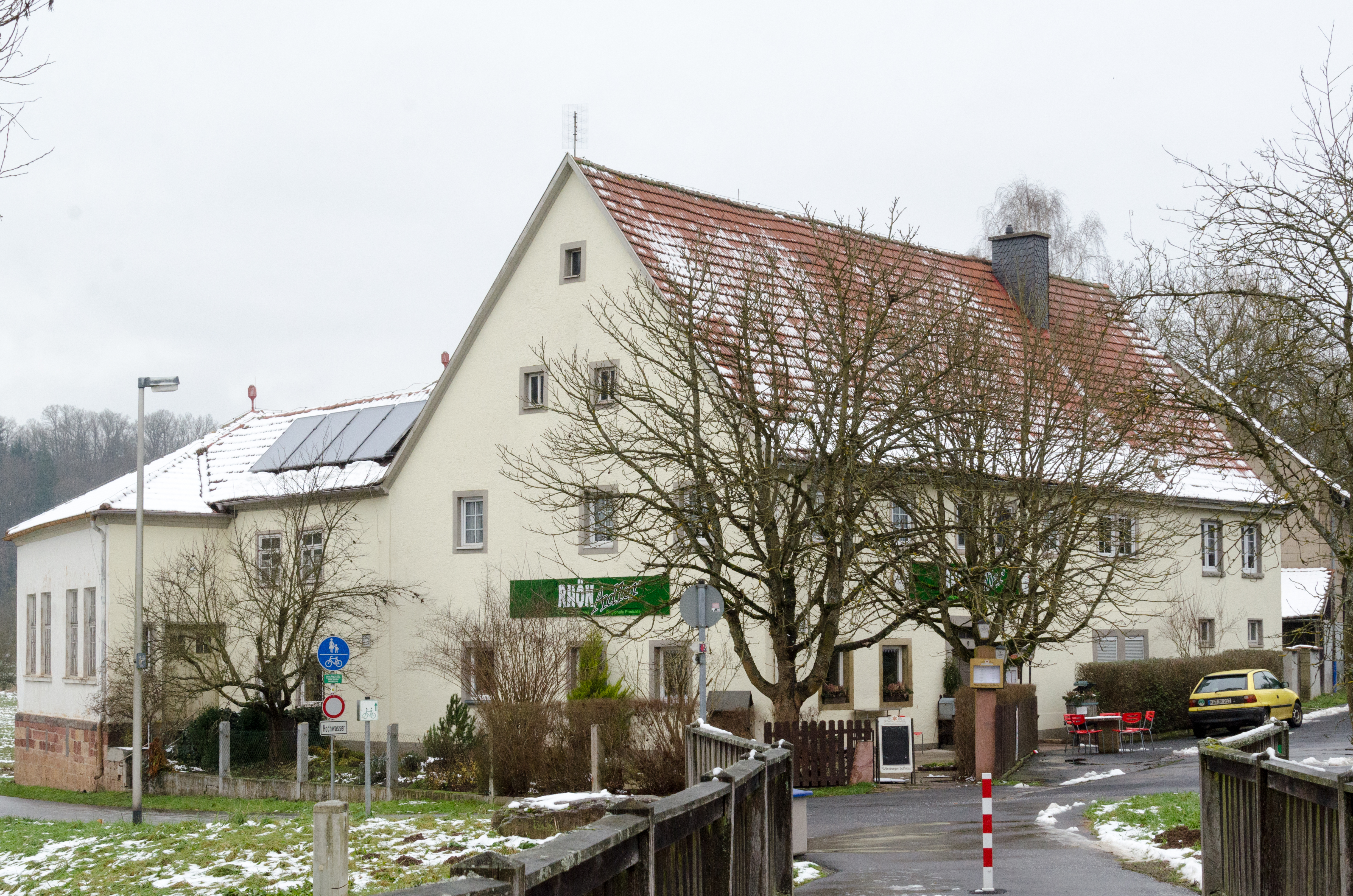
Maison de Am Schönborn 9, à Bad Kissingen.
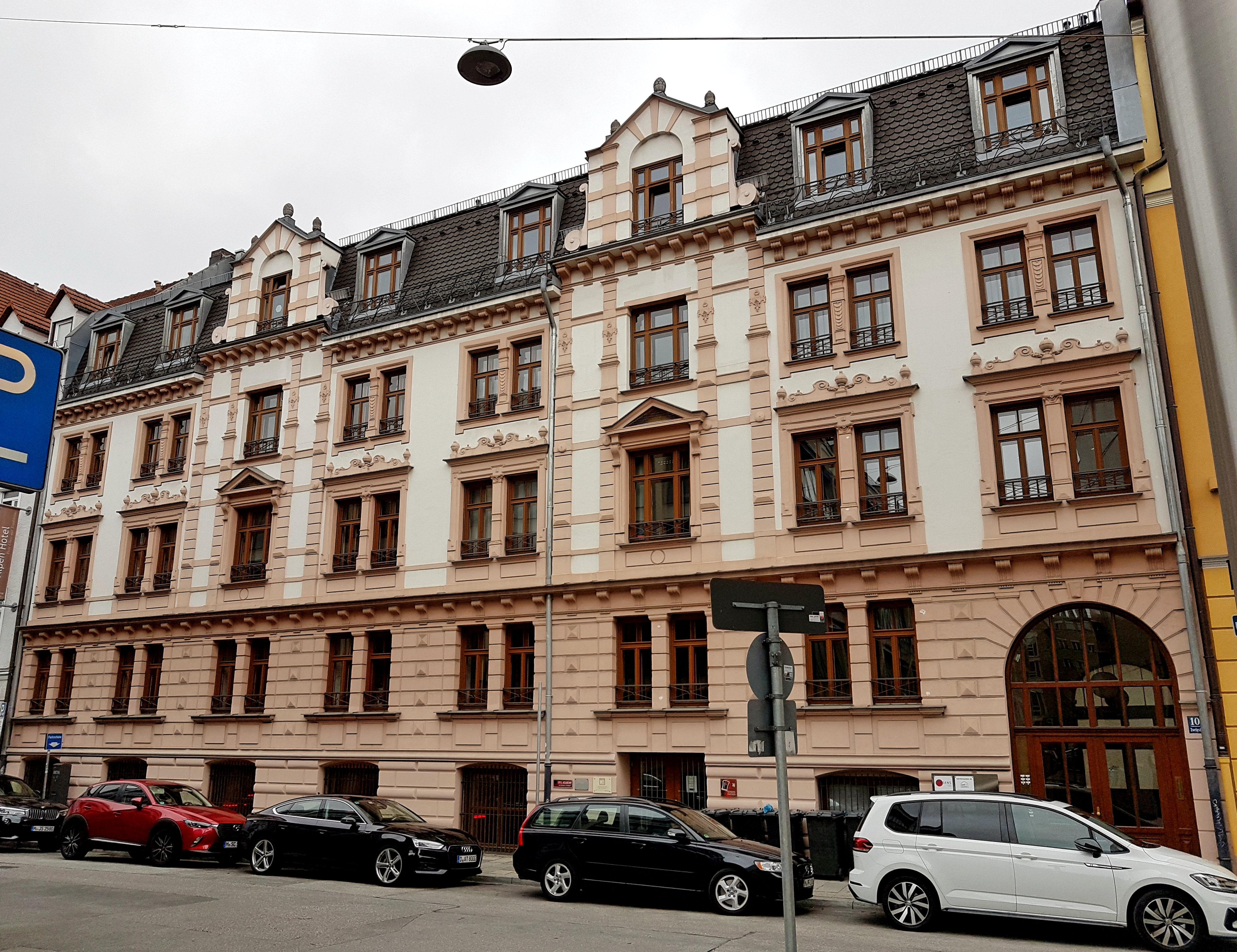
L'Hôtel Kronprinz, à Munich.
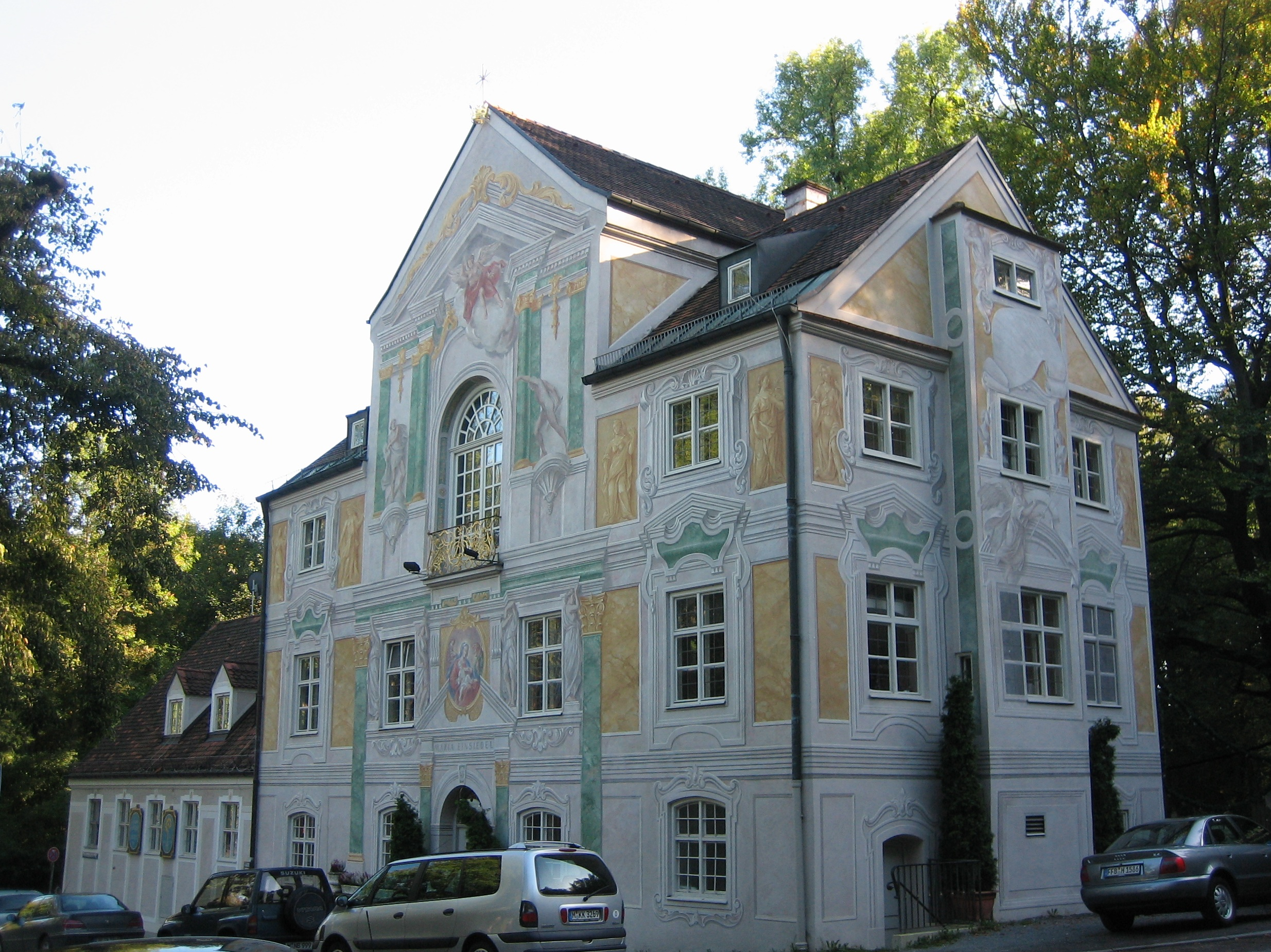
L'Asam-Schlössl, à Munich.
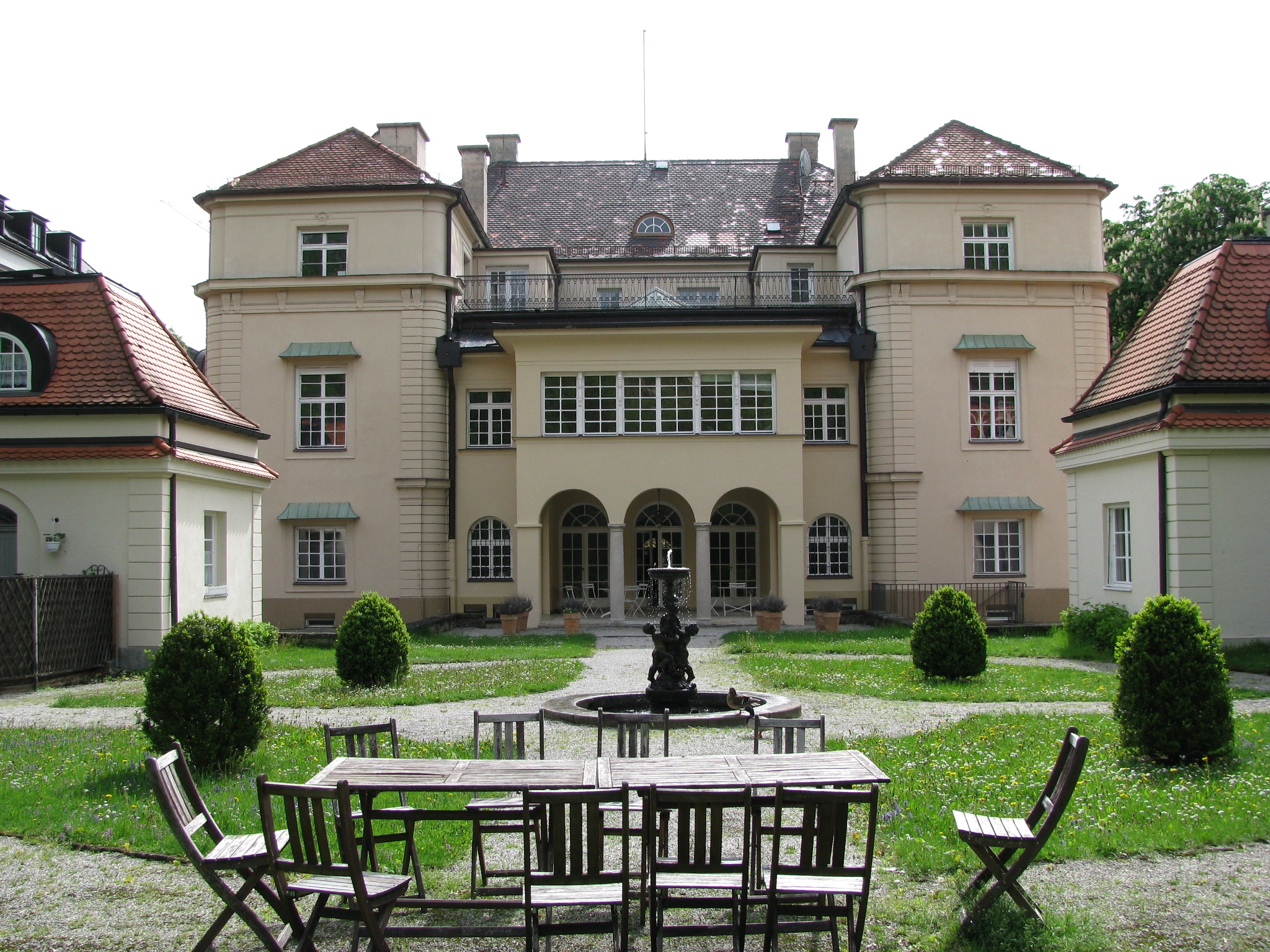
Le palais Seyssel d’Aix, à Munich, siège de l'Institut français.
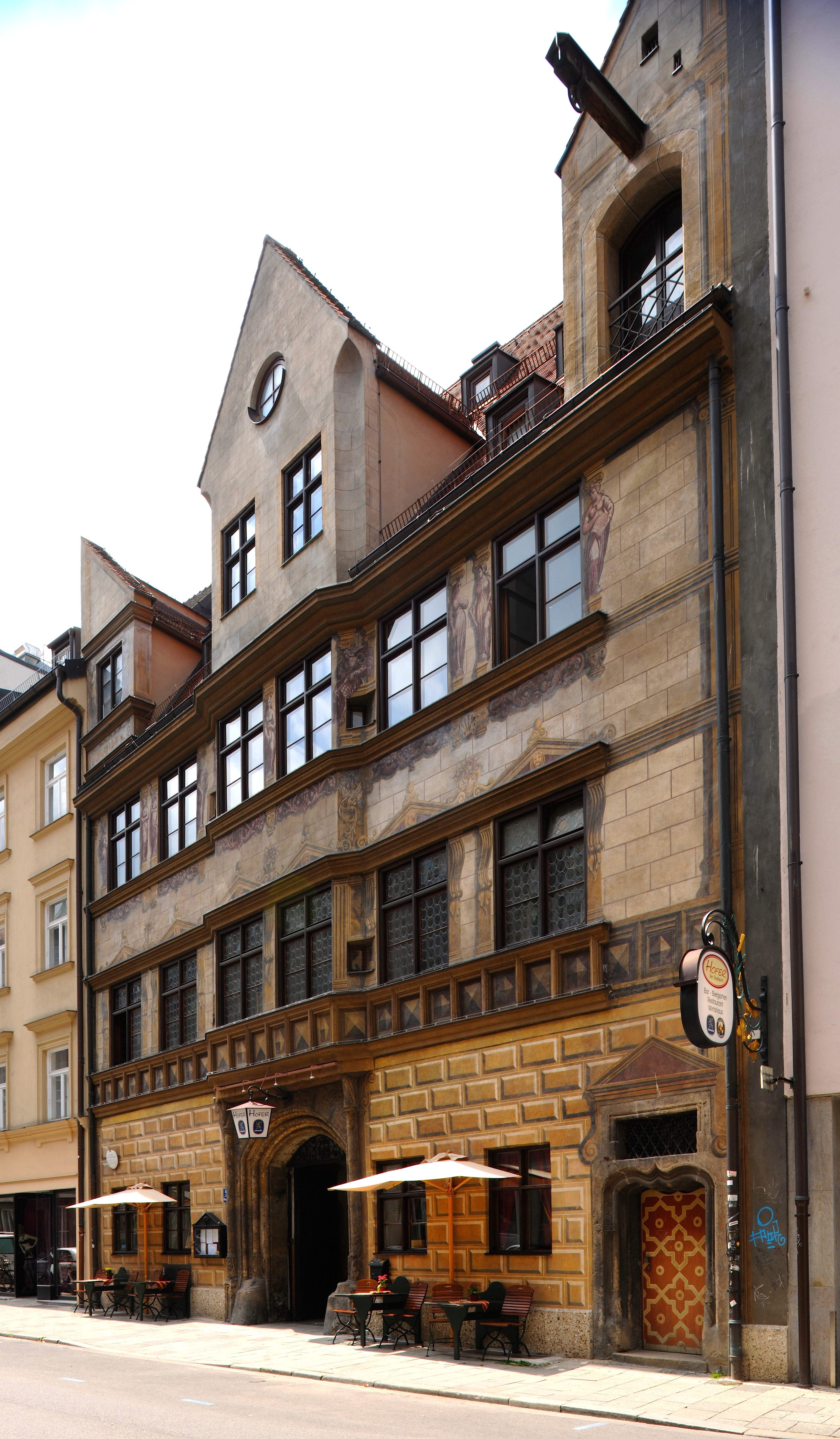
Le Weinstadl, une des plus anciennes maisons de Munich.
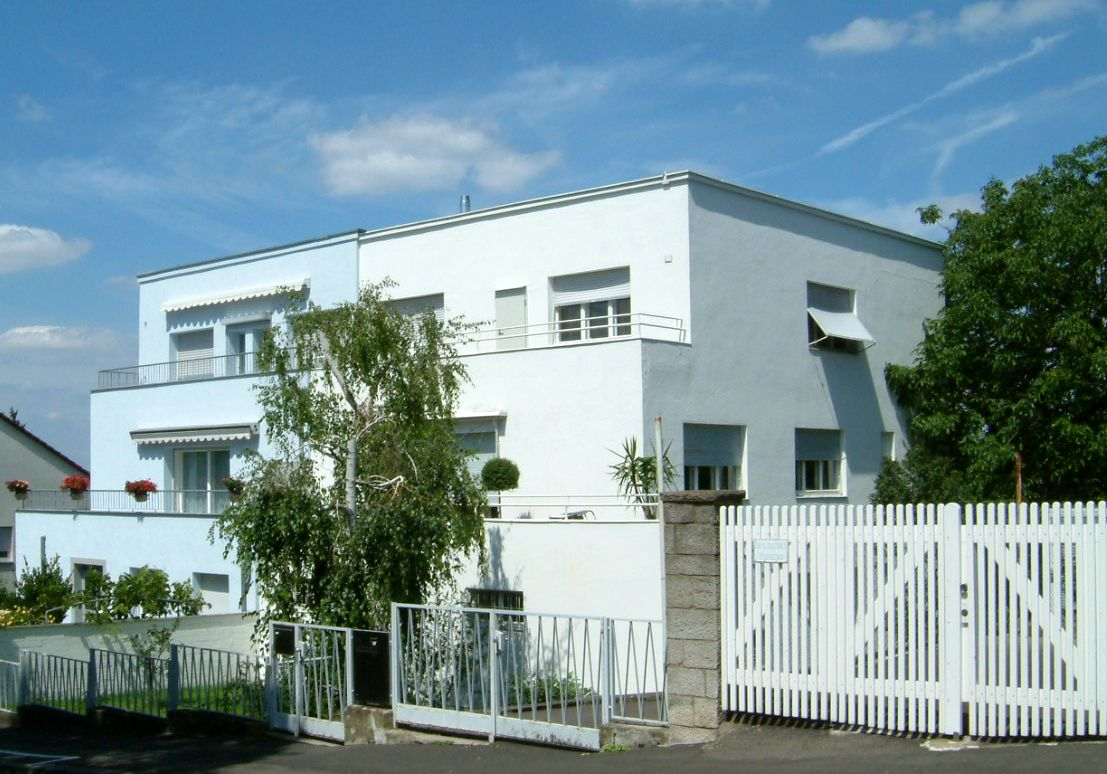
Keesburgstraße 29/29a, à Würzburg.